# Беляйков, Виктор Георгиевич
Виктор Георгиевич Беляйков (1929 год — 2011 год) — советский спортсмен, советский и российский тренер по акробатике. Заслуженный тренер СССР, судья международной категории. Занимал пост заместителя председателя Федерации спортивной акробатики СССР, входил в судейский комитет Федерации спортивной акробатики России.

## Биография
В 1974 году основал в Ярославле школу по акробатике, которой руководил до момента выхода на пенсию в 2001 году. До этого Виктор Георгиевич долгие годы работал учителем физики в школе № 70.
За время тренерской карьеры воспитал несколько чемпионов России, СССР, Европы и мира, кроме того среди его учеников есть и заслуженные тренера России. Одним из его известных воспитанников является Игорь Брикман — заслуженный мастер спорта СССР, многократный победитель и призёр международных соревнований.
С 2013 года СДЮСШОР № 8 носит имя Виктора Георгиевича Беляйкова.